# 歌川貞丸
歌川 貞丸（うたがわ さだまる、生没年不詳）とは、江戸時代の大坂の浮世絵師。

## 来歴
歌川貞升の門人かといわれる。大坂の人、歌川（哥川）の画姓を称す。貞麿とも。天保4年（1833年）に役者絵を残している。

## 作品
- 「石川五右衛門・中村歌右衛門」　※天保4年正月、大坂角の芝居『けいせい稚児淵』より
- 「女房ふじ・岩井紫若」　※天保4年正月、大坂中の芝居『姫競双葉絵草紙』より